# Желязко, Николай Николаевич
Николай Николаевич Желязко (1923, Знаменка, Тираспольский уезд, Одесская губерния, Украинская ССР, СССР — 1987) — бригадир тракторно-полеводческой бригады Краснодонского совхоза Сарыкольского района Кустанайской области, Казахская ССР. Герой Социалистического Труда (1957).

## Биография
Родился в 1923 году на территории современного Цебриковского района Одесской области. Участвовал в Великой Отечественной войне. Воевал сапёром и воздушным стрелком. Войну закончил в Чехословакии.
В 50-е годы по комсомольской путёвке прибыл в Кустанайскую область для освоения целины. Трудился бригадиром в совхозе «Краснодонский» Сарыкольского района в селе Златоуст.
Указом Президиума Верховного Совета СССР от 11 января 1957 года за особо выдающиеся успехи, достигнутые в работе по освоению целинных и залежных земель, и получение высокого урожая удостоен звания Героя Социалистического Труда с вручением ордена Ленина и золотой медали «Серп и Молот».
Проживал в Новоазовском районе Донецкой области.